# إرنست ليندنر
إرنست ليندنر (بالألمانية: Ernst Lindner)‏ (11 مارس 1935 في ألمانيا - 11 أكتوبر 2012 في ألمانيا) هو مدرب كرة قدم ولاعب كرة قدم ألماني (وحمل سابقاً جنسية ألمانيا الشرقية) في مركز الهجوم. شارك مع منتخب ألمانيا الشرقية لكرة القدم. أما مع النوادي، فقد لعب مع ساتشسين لايبزيغ وشتوتغارت كيكرز و1. FC Lok Stendal ‏.

## مسيرته الكروية
لعب إرنست ليندنر خلال مسيرته الاحترافية مع 3 أندية في ثمانية عشر موسمًا وسجل خلالها 74 هدفًا ضمن 398 مباراة. ولم يفز بأي موسم بالكأس أو بالدوري.
خاض إرنست ليندنر مسيرته مع 1. FC Lok Stendal ‏ في موسم 1953–54 في المرة الأولى ليلعب معه أربعة مواسم ثم في موسم 1958 ليلعب معه اثنا عشر موسمًا، مشاركًا طوالها في 396 مباراة سجل خلالها 74 هدفًا. ثم انتقل إلى نادي شتوتغارت كيكرز في موسم 1956–57 لمدة موسم واحد، حيث لم يشارك في أي مباراة ولم يسجل أي هدف.

## وصلات خارجية
- إرنست ليندنر على موقع قاعدة بيانات كرة القدم.إي يو (الإنجليزية)
- إرنست ليندنر على موقع ناشيونال فوتبول تيمز (الإنجليزية)
- إرنست ليندنر على موقع عالم كرة القدم.نت (الإنجليزية)